# Azərbaycan Marşı
Azərbaycan Marşı (em português:  "Marcha do Azerbaijão") é o hino nacional do Azerbaijão. Com letra do poeta Ahmed Javad e música de Uzeyir Hajibeyov, foi adoptado em 27 de maio de 1992 pela Assembleia Nacional da República do Azerbaijão.
O hino foi antes adotada em 1919 pela República Democrática do Azerbaijão até 1921, quando a república foi invadido pela União Soviética, e foi substituído por um novo hino nacional composta por Uzeyir Hajibeyov para o Estado sucessor, o República Socialista Soviética do Azerbaijão.